# Сельское поселение «Ундинское»
Се́льское поселе́ние «Ундинское» — муниципальное образование в Балейском районе Забайкальского края Российской Федерации.
Административный центр — село Унда.

## История
Статус и границы сельского поселения установлены Законом Читинской области от 19 мая 2004 года «Об установлении границ, наименований вновь образованных муниципальных образований и наделении их статусом сельского, городского поселения в Читинской области».

## Население
| 2010  | 2011  | 2012  | 2013  | 2014  | 2015  | 2016  |
| ----- | ----- | ----- | ----- | ----- | ----- | ----- |
| 1146  | ↘1140 | ↘1122 | ↘1108 | ↘1086 | ↘1080 | ↘1053 |
| 2017  | 2018  | 2019  | 2020  | 2021  |       |       |
| ↘1026 | ↘1003 | ↘994  | ↘962  | ↘890  |       |       |

## Состав сельского поселения
| № | Населённый пункт | Тип населённого пункта       | Население |
| - | ---------------- | ---------------------------- | --------- |
| 1 | Ёлкино           | село                         | ↘96       |
| 2 | Лесково          | село                         | ↘61       |
| 3 | Унда             | село, административный центр | ↘794      |